# Scala capitata
Scala capitata (Synoniem: Eccliseogyra capitatais) een slakkensoort uit de familie van de Epitoniidae. De wetenschappelijke naam van de soort is voor het eerst geldig gepubliceerd in 1925 door Thiele.